# Sussex (Nouveau-Brunswick)
Pour les articles homonymes, voir Sussex (homonymie).
Ne doit pas être confondu avec Paroisse de Sussex.
Sussex (prononciation en français: /sɔ.sɛks/) (Malécite-passamaquoddy: S'College ou Sandon) est une ville située dans la commission de services régionaux 8, au sud du Nouveau-Brunswick.

## Toponyme
Sussex portait à l'origine le nom de Pleasant Valley et ensuite de Sussex Island. Le bureau de poste a porté le nom Sussex Vale de 1811 à 1900, où il a pris le nom actuel. Le nom Sussex provient de la paroisse de Sussex, elle-même possiblement nommée d'après la ville de Sussex, au New Jersey, où en l'honneur d'Augustus Frederick de Sussex, sixième fils du roi George III.

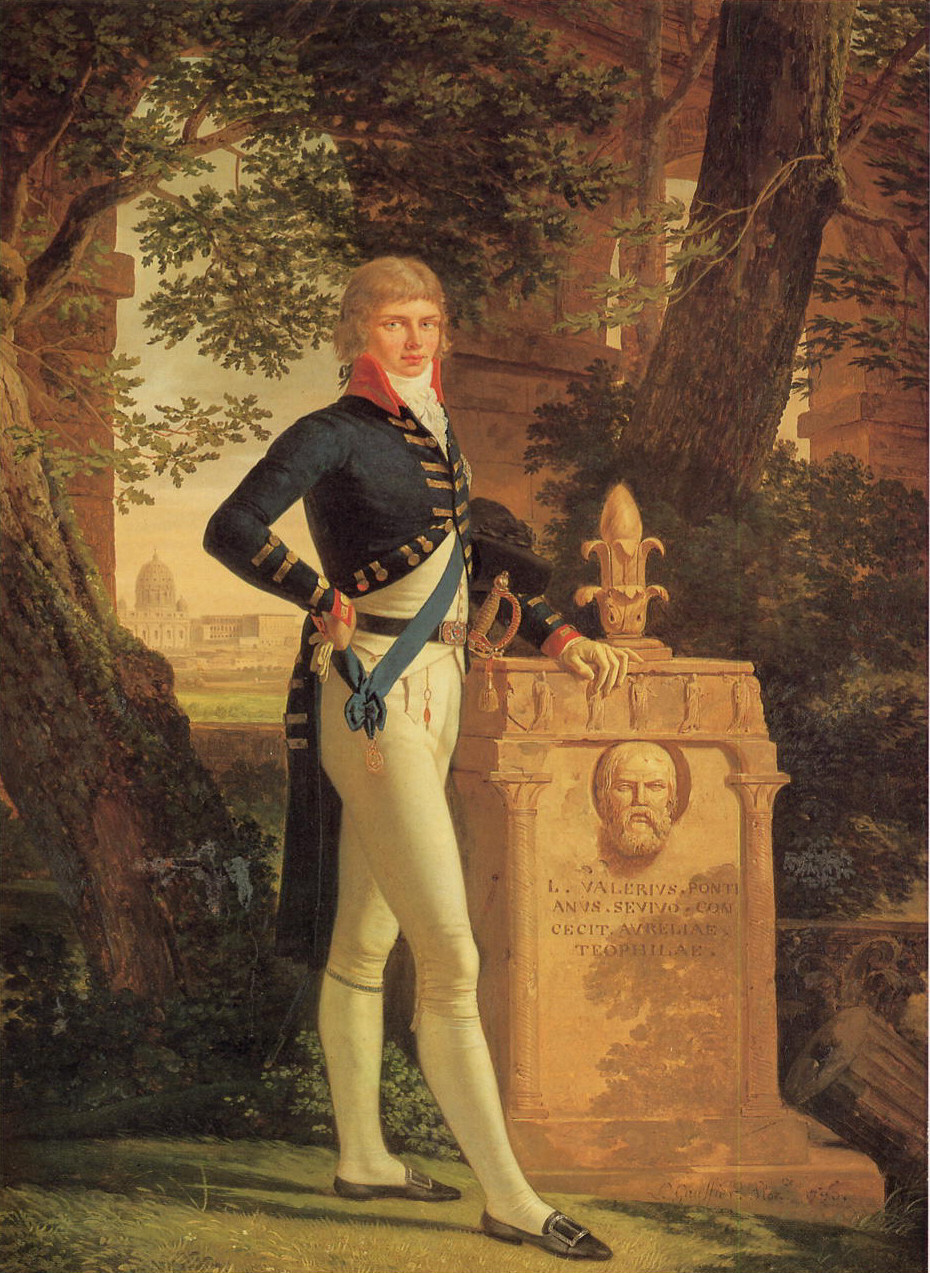
Augustus Frederick de Sussex.

## Géographie

### Situation
Sussex est situé dans la vallée de la rivière Kennebecasis.
La ville possède un territoire complexe, limitrophe de la paroisse de Sussex au nord, de Sussex Corner à l'est, à nouveau de la paroisse de Sussex au sud et de Studholm à l'ouest.

### Logement
(septembre 2024).
La ville comptait 1954 logements privés en 2006, dont 1851 occupés par des résidents habituels. Parmi ces logements, 58,6 % sont individuels, 6,8 % sont jumelés, 6,2 % sont en rangée, 4,6 % sont des appartements ou duplex et 20,3 % sont des immeubles de moins de cinq étages. Enfin, 3,2 % des logements entrent dans la catégorie autres, tels que les maisons-mobiles. 60,3 % des logements sont possédés alors que 39,7 % sont loués. 82,7 % ont été construits avant 1986 et 7,8 % ont besoin de réparations majeures. Les logements comptent en moyenne 6,6 pièces et aucun logement ne compte plus d'une personne habitant par pièce. Les logements possédés ont une valeur moyenne de 118 193 $, comparativement à 119 549 $ pour la province.

### Climat
| Mois                                  | jan.       | fév.       | mars       | avril      | mai       | juin      | jui.      | août      | sep.      | oct.      | nov.      | déc.       | année           |
| ------------------------------------- | ---------- | ---------- | ---------- | ---------- | --------- | --------- | --------- | --------- | --------- | --------- | --------- | ---------- | --------------- |
| Température minimale moyenne (°C)     | −14        | −12,5      | −7         | −0,5       | 4,9       | 9,6       | 13,1      | 12,6      | 8,3       | 2,7       | −2        | −9,4       | 0,5             |
| Température moyenne (°C)              | −8,5       | −6,8       | −1,9       | 4,8        | 11,1      | 16        | 19,2      | 18,8      | 14,3      | 8,1       | 2,4       | −4,5       | 6,1             |
| Température maximale moyenne (°C)     | −2,9       | −1,1       | 3,4        | 10         | 17,2      | 22,3      | 25,3      | 25        | 20,2      | 13,5      | 6,8       | 0,5        | 11,7            |
| Record de froid (°C) date du record   | −44,4 1957 | −38,9 1948 | −35,6 1938 | −22,2 1923 | −7,2 1977 | −5 1927   | 0 1965    | −1,1 1965 | −6,7 1950 | −15 1974  | −25 1905  | −37,2 1902 | −44,4 15/1/1957 |
| Record de chaleur (°C) date du record | 15,5 2006  | 16,1 2016  | 24,5 1998  | 29,4 1942  | 35 1992   | 34,4 1944 | 35,6 1952 | 37,2 1935 | 33,3 1942 | 29,4 1930 | 23,3 1938 | 18 2008    | 37,2 18/8/1935  |
| Précipitations (mm)                   | 108,8      | 85         | 114,7      | 89,7       | 103       | 88,4      | 84        | 74,3      | 99,9      | 106,5     | 110       | 105,6      | 1 169,9         |
| dont neige (cm)                       | 64,5       | 46,3       | 49,7       | 20,3       | 2,7       | 0         | 0         | 0         | 0         | 0,2       | 14,8      | 45,3       | 243,8           |
| Nombre de jours avec précipitations   | 11,4       | 9,9        | 11,9       | 12,7       | 13,8      | 12,8      | 11        | 10,3      | 10,7      | 12,9      | 14,3      | 12,5       | 144,1           |
| Nombre de jours avec neige            | 8,4        | 6,6        | 6,5        | 3,4        | 0,4       | 0         | 0         | 0         | 0         | 0,08      | 3         | 6,8        | 35,2            |

| Diagramme climatique                                  |             |            |            |            |             |            |            |             |              |          |              |
| J                                                     | F           | M          | A          | M          | J           | J          | A          | S           | O            | N        | D            |
| −2,9−14108,8                                          | −1,1−12,585 | 3,4−7114,7 | 10−0,589,7 | 17,24,9103 | 22,39,688,4 | 25,313,184 | 2512,674,3 | 20,28,399,9 | 13,52,7106,5 | 6,8−2110 | 0,5−9,4105,6 |
| Moyennes : • Temp. maxi et mini °C • Précipitation mm |             |            |            |            |             |            |            |             |              |          |              |

## Histoire
Sussex est situé dans le territoire traditionnel des Malécites. Le site fait partie d'une seigneurie acadienne à l'époque de la Nouvelle-France et quelques familles acadiennes y vivent temporairement. La ville est fondée de façon permanente en 1786 par l'arrivée des Loyalistes.
En novembre 1854, une grave sécheresse est suivie de fortes pluies torrentielles, causant des inondations. Du bétail est tué, des fermes, des maisons et des barrages détruits et des ponts endommagés.
Le chemin de fer Intercolonial est construit en 1859. La ville est un centre d'entraînement de la milice durant la seconde moitié du XIXe siècle et le camp Sussex y est construit en 1890.
La Sussex Electric Light Company construit une centrale électrique sur l'avenue Church en 1896. La centrale est toutefois rachetée par la Sussex Manufacturing Company, qui la fait fonctionner jusqu'en 1923. Une ligne électrique de la Commission d'énergie électrique du Nouveau-Brunswick achemine d'ailleurs l'électricité de la centrale de la rivière Musquash depuis 1922.
Sussex est constitué en municipalité le 2 juin 1904.
Durant la Deuxième Guerre mondiale, 10 000 soldats et des officiers CANLOAN y sont formés; l'un des commandants de l'école de formation des officiers est le brigadier-général Milton Gregg. La présence militaire reste importante jusque dans les années 1960.
L'école élémentaire actuelle est inaugurée en 1962. L'école secondaire régionale ouvre ses portes en 1979. Les travaux de l'école intermédiaire sont terminés en 1991.
Durant les années 1990, la construction de la route 2 entre Fredericton et Moncton est proposée par le gouvernement de Frank McKenna afin de réduire les accidents sur la route 1, passant plus au sud par Susex. La population de Sussex craint alors de voir le nombre de touristes réduire dramatiquement. L'autoroute est tout de même inaugurée en 1998 et, selon l'ancien mairesse Emily Palmer, cela a nui à l'économie de la ville. L'ouverture d'un centre touristique et de la mine de potasse à Penobsquis réduit toutefois cet effet et l'assiette fiscale de la ville augmente même de 154 millions$ en dix ans.
Le centre civique PotashCorp est inauguré en 2012.
Lors de la réforme de la gouvernance locale du 1er janvier 2023, le village de Sussex Corner et une partie du district de services locaux (DSL) de la paroisse de Sussex sont fusionnés à la ville.

## Démographie
(juillet 2016).
La ville comptait 4 241 habitants en 2006, soit une hausse de 1,4 % en 5 ans. Il y a en tout 1850 ménages dont 1190 familles. Les ménages comptent en moyenne 2,2 personnes tandis que les familles comptent en moyenne 2,8 personnes. Les ménages sont composés de couples avec enfants dans 20,8 % des cas, de couples sans enfants dans 27,8 % des cas et de personnes seules dans 33,0 % des cas alors que 18,1 % des ménages entrent dans la catégorie autres (familles monoparentales, colocataires, etc.). 67,2 % des familles comptent un couple marié, 10,1 % comptent un couple en union libre et 22,7 % sont monoparentales. Dans ces dernières, une femme est le parent dans 79,6 % des cas. L'âge médian est de 42,8 ans, comparativement à 41,5 ans pour la province. 82,9 % de la population est âgée de plus de 15 ans, comparativement à 83,8 % pour la province. Les femmes représentent 54,7 % de la population, comparativement à 51,3 % pour la province. Chez les plus de 15 ans, 30,0 % sont célibataires, 46,2 % sont mariés, 4,6 % sont séparés, 8,4 % sont divorcés et 11,1 % sont veufs. De plus, 7,4 % vivent en union libre.
| 1981  | 1986  | 1991  | 1996  | 2001  | 2006  | 2011  |
| ----- | ----- | ----- | ----- | ----- | ----- | ----- |
| 3 972 | 4 114 | 4 132 | 4 293 | 4 182 | 4 241 | 4 312 |

| 2016  | - | - | - | - | - | - |
| ----- | - | - | - | - | - | - |
| 4 282 | - | - | - | - | - | - |

Les autochtones représentent 0,7 % de la population et 0,6 % des habitants font partie d'une minorité visible. Les immigrants représentent 3,1 % de la population et 0,2 % des habitants sont des résidents permanents. 1,1 % des habitants ne sont pas citoyens canadiens et 88,4 % des habitants âgés de plus de 15 ans sont issus de familles établies au Canada depuis trois générations ou plus. En date du 16 mai 2006, 83,2 % des gens avaient la même adresse depuis au moins un an alors que 7,4 % habitaient auparavant ailleurs dans la même ville, que 6,5 % habitaient ailleurs dans la province, que 2,1 % habitaient ailleurs au pays et que 0,6 % habitaient ailleurs dans le monde. À la même date, 57,8 % des gens avaient la même adresse depuis au moins cinq ans alors que 19,9 % habitaient auparavant ailleurs dans la même ville, que 16,0 % habitaient ailleurs dans la province, que 4,2 % habitaient ailleurs au pays et que 1,9 % habitaient ailleurs dans le monde.
La langue maternelle est le français chez 1,2 % des habitants, l'anglais chez 97,1 % alors que 1,7 % sont allophones. Les deux langues officielles sont comprises par 11,8 % de la population alors que 88,2 % sont unilingues anglophones. L'anglais est parlé à la maison par 98,6 % des gens, les deux langues officielles par 0,4 %, l'anglais et une langue non officielle par 0,6 % et une langue non officielle seule par 0,5 %. Le français est utilisé au travail par 0,5 % des employés et l'anglais par 99,3 % alors que 0,5 % des employés utilisent les deux langues officielles.
Chez les plus de 15 ans, 27,9 % n'ont aucun certificat, diplôme ou grade, 29,2 % ont uniquement un diplôme d'études secondaires ou l'équivalent et 42,9 % détiennent aussi un certificat, un diplôme ou un grade post-secondaire; par comparaison, ces taux s'élèvent à 29,4 %, 26,0 % et 44,6 % au provincial. Parmi la même tranche d'âge, 8,6 % des gens possèdent un diplôme d'un programme d'un an au CCNB ou l'équivalent, 18,3 % détiennent un diplôme d'un programme de trois ans au CCNB ou l'équivalent, 2,9 % ont un diplôme ou un certificat universitaire inférieur au baccalauréat et 12,9 % ont un certificat, un diplôme ou un grade universitaire plus élevé. Parmi ces diplômés, 12,9 % sont formés en enseignement, 0,7 % en arts ou en communications, 5,8 % en sciences humaines, 5,4 % en sciences sociales ou en droit, 22,4 % en commerce, en gestion ou en administration, 3,1 % en sciences et technologies, 2,0 % en mathématiques ou en informatique, 22,7 % en architecture, en génie ou dans des domaines connexes, 2,4 % en agriculture, en ressources naturelles ou en conservation, 16,6 % en santé, parcs, récréation ou conditionnement physique et 6,1 % en services personnels, de protection ou de transport. Les diplômés post-secondaires ont terminé leurs études à l'extérieur du pays dans 5,8 % des cas.

## Économie
(septembre 2024).

### Travail et revenu
Le recensement de 2006 de Statistique Canada fournit aussi des données sur l'économie. Chez les habitants âgés de plus de 15 ans, le taux d'activité était alors de 58,7 %, le taux d'emploi était de 53,2 % et le taux de chômage était de 9,4 % ; à titre de comparaison, ceux de la province étaient respectivement de 63,7 %, 57,3 % et 10,0 %.
Chez les personnes âgées de 15 ans et plus, 2 145 ont déclaré des gains et 3 305 ont déclaré un revenu en 2005. 90,0 % avaient aussi déclaré des heures de travail non rémunérées. Le revenu médian s'élevait alors à 18 094 $ avant et à 17 714 $ après impôt, comparativement à la moyenne provinciale de 22 000 $ avant et 20 063 $ après impôt; les femmes gagnaient en moyenne 2 234 $ de moins que les hommes après impôt, soit 15 480 $. En moyenne, 62,3 % du revenu provenait de gains, 19,9 % de transferts gouvernementaux et 17,8 % d'autres sources. 16,7 % de toutes les personnes dans les ménages avaient un faible revenu après impôt, une proportion montant à 22,0 % pour les moins de 18 ans.
Parmi la population active occupée, 4,9 % des gens travaillaient à domicile, 0,5 % travaillaient à l'extérieur du pays, 8,7 % n'avaient pas de lieu de travail fixe et 86,3 % avaient un lieu de travail fixe. Parmi les travailleurs ayant un lieu de travail fixe, 63,0 % travaillaient en ville, 25,0 % travaillaient ailleurs dans le comté, 10,1 % travaillaient dans un autre comté et 1,3 % travaillaient dans une autre province.

### Principaux secteurs
Entreprise Fundy, membre du Réseau Entreprise, a la responsabilité du développement économique.
En 2006, on dénombrait 8,8 % des emplois dans l'agriculture, la pêche et les autres ressources, 7,8 % dans la construction, 6,3 % dans la fabrication, 4,3 % dans le commerce de gros, 15,8 % dans le commerce de détail, 3,8 % dans la finance et l'immobilier, 15,1 % dans la santé et les services sociaux, 8,3 % dans l'éducation, 13,8 % dans les services de commerce et 16,3 % dans les autres services.
Le sol des environs est fertile et l'agriculture forme toujours la base de l'économie. La transformation des produits laitiers est si importante que la ville s'est auto-proclamée capitale des laiteries du Nouveau-Brunswick. Il y a également un encan hebdomadaire de bétail.
J.D. Irving opère une scierie à Sussex, traitant le bois résineux, ainsi qu'une pépinière. Il y a aussi, notamment, une fillature.
Il y a une succursale de la Bayview Credit Union, basée à Saint-Jean et membre de la Credit Union Central of New Brunswick.

## Administration
(juillet 2016).

### Conseil municipal
Le conseil municipal est formé d'un maire et de 7 conseillers.
Le conseil municipal actuel est élu lors de l'élection générale du 10 mai 2016.
Anciens conseils municipaux
Le conseil municipal précédent est élu lors de l'élection quadriennale du 14 mai 2012.
| Mandat      | Fonctions   | Nom(s) |
| ----------- | ----------- | --- |
| 2012 - 2016 | Maire       | Marc Thorne |
| 2012 - 2016 | Conseillers | Deborah G. Armitage, Jane Boyle, Ralph A. Carr, Bridget L.A. Ryan, Jamie Stout-Hutchings, Tim W. Wilson et Mark Wright. |

| Mandat      | Fonctions   | Nom(s) |
| ----------- | ----------- | --- |
| 2008 - 2012 | Maire       | Ralph A. Carr |
| 2008 - 2012 | Conseillers | Shelley L. Bradley, Stephen A.R. Campbell, Gary M. Fulton, Elizabeth Stuart, Marc Thorne, Tim W. Wilson, Mark Wright. |

| Période                                  | Période  | Identité               | Étiquette | Qualité |
| ---------------------------------------- | -------- | ---------------------- | --------- | ------- |
| 1906                                     | 1907     | James Alexander Murray |           |         |
| 19??                                     | 19??     | Elmore Kennedy         |           | Médecin |
| 19??                                     | 2001     | Kenneth Friars         |           |         |
| 2001                                     | 2012     | Ralph A. Carr          |           |         |
| 2012                                     | en cours | Marc Thorne            |           |         |
| Les données manquantes sont à compléter. |          |                        |           |         |

### Représentation et tendances politiques
Sussex est membre de l'Union des municipalités du Nouveau-Brunswick.
 Nouveau-Brunswick: Sussex fait partie de la circonscription provinciale de Kings-Est, qui est représentée à l'Assemblée législative du Nouveau-Brunswick par Bruce Northrup, du Parti progressiste-conservateur. Il fut élu en 2006 et réélu en 2010.
 Canada: Sussex fait partie de la circonscription fédérale de Fundy Royal, qui est représentée à la Chambre des communes du Canada par Alaina Lockhart, membre du Parti libéral du Canada. Elle fut élu lors de la Élection fédérale canadienne de 2015 42e élection.

## Vivre à Sussex

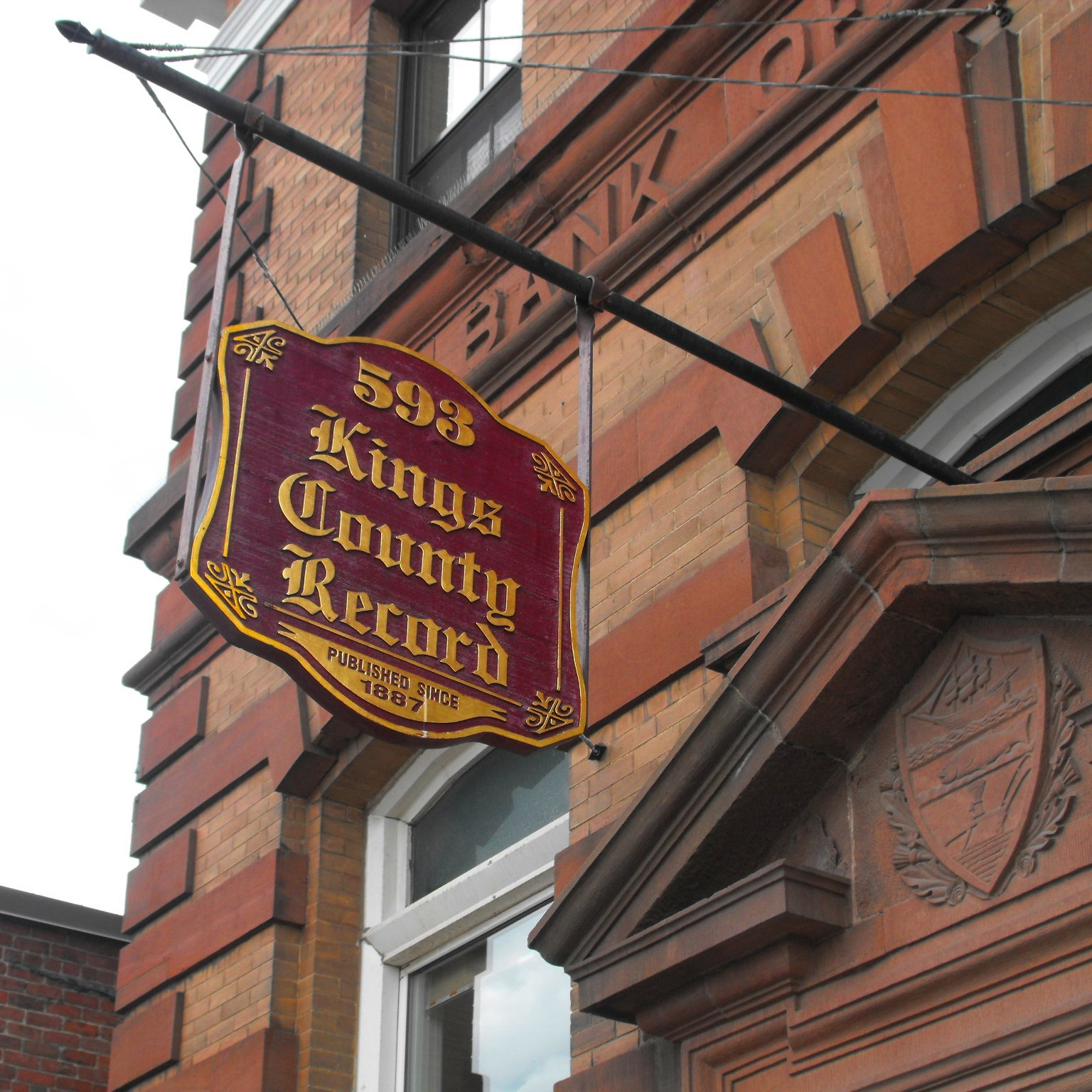
Bureaux du Kings County Record.

### Éducation
Sussex compte quatre écoles publiques anglophones faisant partie du district scolaire #6. L'école élémentaire accueille les élèves de la maternelle à la 5e année. Ensuite, l'école intermédiaire offre les cours de la 6e à la 8e année. Finalement, l'école régionale permet de compléter les études jusqu'en 12e année. Toutes trois possèdent un programme d'immersion française. Il y a aussi une école alternative.
Sussex possède aussi une bibliothèque publique
La ville est incluse dans le territoire du sous-district 9 du district scolaire Francophone Sud. L'école Samuel-de-Champlain de Saint-Jean est l'établissement francophone le plus proche alors que les établissements d'enseignement supérieurs les plus proches sont dans le Grand Moncton.

### Médias
Sussex est desservi par le quotidien anglophone Telegraph-Journal, de Saint-Jean. Le bi-hebdomadaire Sussex Herald et l'hebdomadaire Kings County Record sont tous deux publiés en ville. Le quotidien francophone est L'Acadie nouvelle, publié à Caraquet. La ville compte aussi la station de radio CJCW.
Le Kings County Record fut fondé en tant que Weekly Record en 1887 et renommé ainsi en 1901. D'autres journaux hebdomadaires ont aussi été publiés: le Sussex Times en 1860; le Sussex Banner en 1861; le Sussex Valley Register en 1980 ainsi que le bimensuel The Co operative Farmer and Maritime Dairyman, fondé en 1895 et renommé The Maritime Farmer and Co operative Dairyman en 1901 et publié jusqu'en 1971.

### Sports et parcs
La ville bénéficie du club de golf et de curling de Sussex, comportant un parcours de 18 trous et un aréna intérieur. La station de ski de la montagne Poley et le parc national de Fundy sont situés à proximité.

### Autres services
La ville possède un poste de la Gendarmerie royale du Canada. Il dépend du district 3, dont le bureau principal est situé à Hampton. Il y a aussi une caserne de pompiers et un poste d'Ambulance Nouveau-Brunswick.
La ville bénéficie du Centre de santé de Sussex, comptant 25 lits, ainsi que d'un foyer de soins agréés, la Kiwanis Nursing Home.
Sussex possède un tribunal satellite de la Cour provinciale du Nouveau-Brunswick à Hampton.
Sussex possède un aéroport public, dont le code OACI est CCY3. Il possède une piste en gravier traité longue de 3 000 pieds.
Le marché agricole de Sussex est organisé le vendredi sur la rue Magnolia.
Le centre civique PotashCorp, destiné aux loisirs et aux affaires, comprend une piscine, une piste de marche, un centre de conditionnement physique, des salles communautaires, des vestiaires, des toilettes et des bureaux.
Sussex compte un bureau régional d'Énergie NB. Il y a également un bureau de poste.

### Religion
Sussex est le siège de l'archidiaconé de Kingston et la Kennebecasis. Il dépend du diocèse anglican de Fredericton et il compte un seul doyenné, le doyenné de Kingston-Kennebecasis. L'église anglicane de la ville est l'église Trinity. Sussex compte aussi une église catholique romaine, l'église St. Francis Xavier, faisant partie du diocèse de Saint-Jean.

## Culture

### Langues
Selon la Loi sur les langues officielles, Sussex est officiellement anglophone puisque moins de 20 % de la population parle le français.

### Personnalités

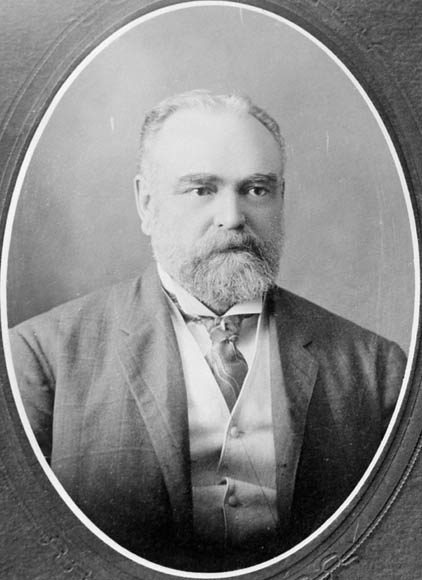
William Pugsley

- Rick Doucet, homme d'affaires et homme politique, actuel député de député de Charlotte-les-Îles à l'Assemblée législative du Nouveau-Brunswick et ministre des Pêches, né à Sussex ;
- Mike Eagles (1963-), entraineur de hockey sur glace ;
- William George Richardson Hind (1833-1889), peintre, mort à Sussex ;
- James Alexander Murray (1860 - 1964), premier ministre du Nouveau-Brunswick, mort à Sussex ;
- Bruce Northrup (1955-), homme politique, né à Sussex ;
- Beth Powning, artiste née au Connecticut et résidant à Sussex ;
- William Pugsley (1850 - 1925), premier ministre du Nouveau-Brunswick, né à Sussex ;
- Brenda Robertson (1929-), femme politique ;
- Wally Stiles (1950-), homme politique, né à Sussex ;
- Edwin Arnold Vail (1817-1885), médecin et homme politique, mort à Sussex.

### Architecture et monuments

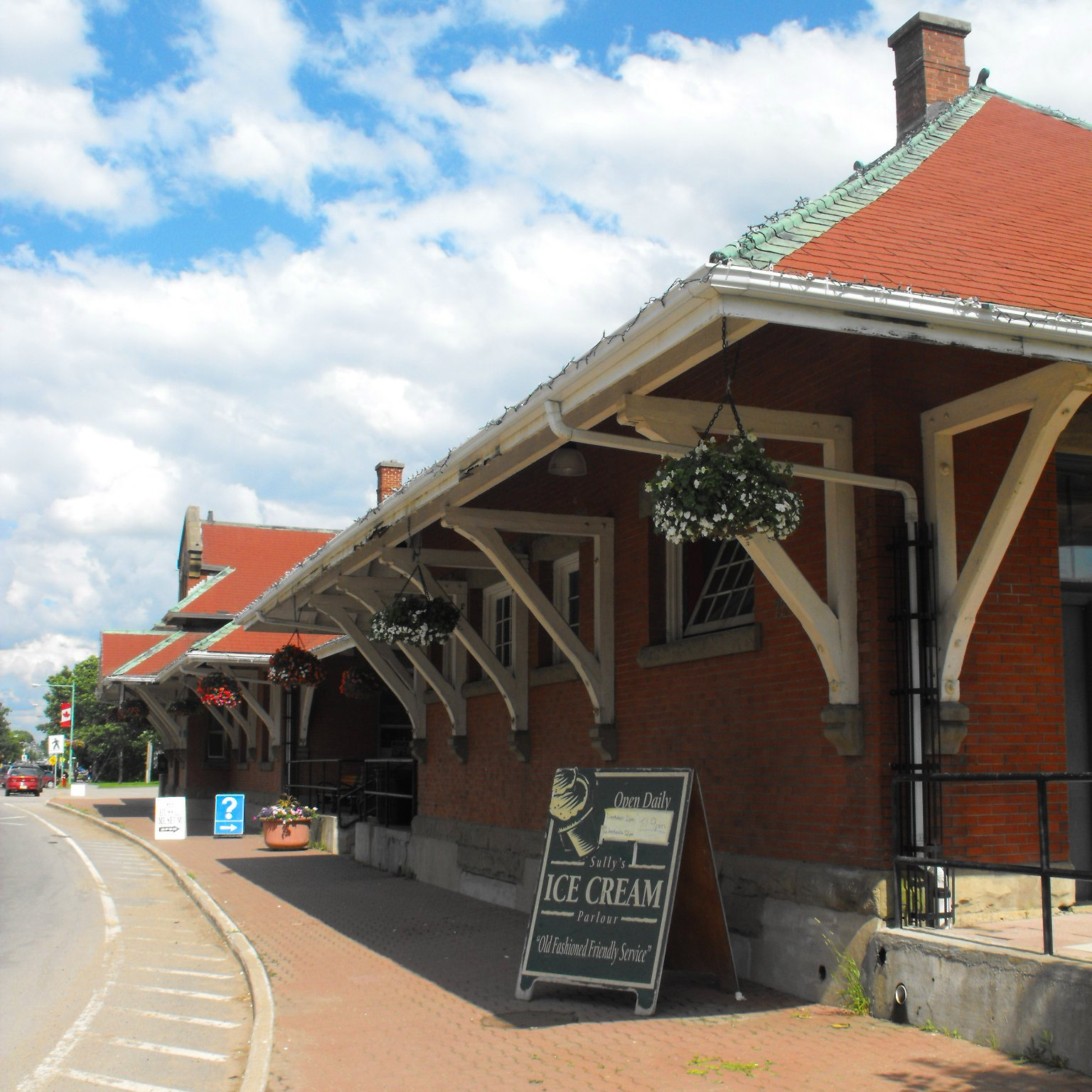
L'ancienne gare de Sussex.

Deux ponts couverts traversent la rivière Kennebecasis. Le premier est situé près de la route 890. Il fut construit en 1908 et mesure 34,2 mètres de long. Le second est situé plus en amont, le long du chemin Plumsweep près de la route 1. Ce dernier fut construit en 1911 et mesure 22,5 mètres de long.
Il y a une attraction de bord de route à Sussex: des sculptures représentant Buttercup la vache et Daisy le veau.

### Événements
Le festival des ponts couverts du comté de Kings a lieu au mois de juillet; 16 des 64 ponts couverts de la province sont en effet situés dans le comté. Le festival international des montgolfières de l'Atlantique est organisé en septembre.

## Points forts
La ville héberge le Sussex Golden Ginger Ale, et est un des lieux où on prétendait avoir créé le cornet à glaces. Les archives du Kings County Record (média local) ont prouvé récemment que cette prétention était fausse.
Sa Majesté la reine Élisabeth II a visité la ville pendant son 50e anniversaire de l'accession au trône d'Angleterre (Golden Jubilee). Le 12 octobre 2002, elle a assisté à l'inauguration de la nouvelle aile de l'École Élémentaire de Sussex. Une plaque commémorative de l'événement a été dévoilée. Ensuite, elle a visité le parc de la Princesse Louise où se tenait une exposition agricole. Ces deux événements ont drainé des milliers de visiteurs de Sussex et d'au-delà.